# Вербрюгген, Барт
Барт Вербрю́гген (нидерл. Bart Verbruggen; род. 18 августа 2002, Бреда, Северный Брабант) — нидерландский футболист, вратарь клуба «Брайтон энд Хоув Альбион» и сборной Нидерландов. Бронзовый призёр чемпионата Европы 2024.

## Клубная карьера
Вербрюгген — воспитанник клуба НАК Бреда. Летом 2020 года Барт перешёл в бельгийский «Андерлехт». 2 мая 2021 года в матче против «Брюгге» он дебютировал в Жюпиле лиге. 
3 июля 2023 года Вербрюгген подписал пятилетний контракт с английским «Брайтон энд Хоув Альбион». 26 августа в матче против «Вест Хэм Юнайтед» он дебютировал в английской Премьер-лиге.

## Международная карьера
В 2023 году в составе молодёжной сборной Нидерландов Вербрюгген принял участие в молодёжном чемпионате Европы в Румынии и Грузии. На турнире он сыграл в матчах против сборных Бельгии, Португалии и Грузии.
13 октября 2023 года в отборочном матче чемпионата Европы 2024 против сборной Франции Вербрюгген дебютировал за сборную Нидерландов. 

## Статистика

### Матчи Вербрюггена за сборную Нидерландов
| Матчи Вербрюггена за сборную Нидерландов | Матчи Вербрюггена за сборную Нидерландов | Матчи Вербрюггена за сборную Нидерландов | Матчи Вербрюггена за сборную Нидерландов | Матчи Вербрюггена за сборную Нидерландов | Матчи Вербрюггена за сборную Нидерландов |
| ---------------------------------------- | ---------------------------------------- | ---------------------------------------- | ---------------------------------------- | ---------------------------------------- | ---------------------------------------- |
| №                                        | Дата                                     | Соперник                                 | Счёт                                     | Пропущено голов                          | Соревнование                             |
| 1                                        | 13 октября 2023                          | Франция                                  | 1:2                                      | 2                                        | Чемпионат Европы 2024 (отбор)            |
| 2                                        | 16 октября 2023                          | Греция                                   | 1:0                                      | —                                        | Чемпионат Европы 2024 (отбор)            |
| 3                                        | 18 ноября 2023                           | Ирландия                                 | 1:0                                      | —                                        | Чемпионат Европы 2024 (отбор)            |
| 4                                        | 21 ноября 2023                           | Гибралтар                                | 6:0                                      | —                                        | Чемпионат Европы 2024 (отбор)            |
| 5                                        | 26 марта 2024                            | Германия                                 | 1:2                                      | 2                                        | Товарищеский матч                        |

Итого: 5 матчей / пропущено 4 гола; 3 победы, 0 ничьих, 2 поражения.